# Mondariz
Mondariz es un municipio español de la provincia de Pontevedra, en la comunidad autónoma de Galicia. Su superficie es de 85,8 km².

## Geografía
Integrado en la comarca del Condado, se sitúa a 45 kilómetros de la capital provincial. El término municipal está atravesado por la carretera N-120 entre los pK 634 y 638, además de por la carretera provincial PO-252, que comunica con Pazos de Borbén, y por carreteras locales que permiten la comunicación entre las parroquias. 
El municipio está enclavado al pie de la vertiente suroccidental de la sierra del Suído, a cuyos pies se extiende el valle del río Tea. Las elevaciones más destacables son Coto de Eira (884 metros) y Coto Saramagoso (787 metros), al norte, en la sierra del Suído, y Chan do Couto (767 metros), al sureste, ya en los Montes de Paradanta. El territorio está surcado por el río Tea, que forma un valle muy pronunciado encajonado entre las montañas que lo circundan. Los afluentes más importantes de este río son los ríos Lougariños y Xabriña por su margen izquierdo. La altitud oscila entre los 884 metros (Coto de Eira) y los 50 metros a orillas del río Tea. El pueblo se alza a 121 metros sobre el nivel del mar. 
| Noroeste: Pazos de Borbén                  | Norte: Fornelos de Montes              | Noreste: Covelo             |
| Oeste: Puenteareas                         |                                        | Este: Covelo                |
| Suroeste: Mondariz-Balneario y Puenteareas | Sur: Puenteareas y Salvatierra de Miño | Sureste: Covelo y La Cañiza |

## Historia
Hacia mediados del siglo XIX, el municipio tenía contabilizada una población de 5508 habitantes. Aparece descrito en el undécimo volumen del Diccionario geográfico-estadístico-histórico de España y sus posesiones de Ultramar de Pascual Madoz con las siguientes palabras:

MONDARIZ: ayunt. en la prov. de Pontevedra (5 leg.), part. jud. de Puenteáreas (1), aud. terr. y c. g. de la Coruña (25), dióc. de Tuy (4): sit. á uno y otro lado del r. Tea en las faldas meridionales del Monte-Mayor que es uno de los mas elevados de la prov. Reinan todos los vientos; el clima es bastante sano. Comprende las felig. de Frades, San Martin; Gargamala, Sta. Maria; Longares, San Pedro Feliz; Meirol, San Andrés; Mondariz, Sta. Eulalia (cap.); Mouriscados ó Campo de Moure, San Ciprian; Portela, San Martin; Queimadelos, Sta. Maria; Riofrio, San Miguel; Sabajanes, San Mamed; Touton, San Mateo; Riofrio, San Miguel; Sabajanes, San Mamed; Touton, San Mateo, y Vilar, San Mamed. Confina el térm. municipal por N. y O. ayunt. de Borben, part. de Redondela; E. con el de Cobelo, part. de Cañiza, y S. con el de Puenteáreas. El terreno es montuoso, quebrado y bastante fértil; hay en varios sitios aguas ferruginosas y nitrosas, que sirven para curar distintas dolencias. El indicado r. Tea cruza de E. á O. este distr. y confluyen en él por der. é izq. varios riach. que nacen en los montes inmediatos: tanto en el Tea, como en los demas afluentes hay puentes para servicio de los vec., y para dar paso á los caminos que en diferentes direcciones atraviesan por este ayunt., cruzando tambien por e lím. meridional la carretera de Vigo á Orense y Castilla. prod.: cereales, vino, legumbres, frutas, leña y pastos; se cria ganado vacuno, lanar y cabrío; caza y pesca de distintas especies. ind.: la agrícola, molinos harineros y telares de lienzos ordinarios. pobl.: 1,377 vec., 5,508 alm. riqueza imp.: 294,310 rs. contr.: 89,846. El presupuesto municipal asciende á 11,000 rs. que se cubren por reparto entre los vecinos.
(Madoz, 1848, p. 485)

## Geografía humana

### Demografía
Cuenta con una población de 4425 habitantes (INE 2024).
| Gráfica de evolución demográfica de Mondariz entre 1842 y 2021 |
| |
| Población de derecho según los censos de población del INE Población de hecho según los censos de población del INEEntre el censo de 1930 y el anterior, disminuye el término del municipio porque independiza a 36031 (Mondariz Balneario |

La población está bastante diseminada en núcleos muy reducidos y distantes entre sí, siendo los núcleos más consolidados y concentrados, la Villa Capital municipal y Villasobroso, a 4 km al sur del municipio.
El núcleo más poblado es la localidad de Mondariz, capital municipal, con 1 026 habitantes empadronados (INE 2010).

### Parroquias
Parroquias que forman parte del municipio:
- Frades (San Martín)
- Gargamala (Santa María)
- Lougares (San Félix)
- Meirol (San Andrés)
- Mondariz (Santa Eulalia)
- Mouriscados (San Ciprián)
- Queimadelos (Santa María)
- Riofrío (San Miguel)
- Sabajanes[5]
- Toutón (San Mateo)
- Vilar (San Mamed)
- Villasobroso[5]

## Administración local
Aparte del ayuntamiento de Mondariz, situado en la villa que da nombre al municipio, dentro su término existen dos entidades locales menores, la de Villasobroso y la de Queimadelos. La primera, situada a cuatro kilómetros al sur de la capital, se reconoció oficialmente por el pleno municipal de Mondariz el 13 de septiembre de 1924 durante el reinado de Alfonso XIII, y esta última, reconocida durante la Segunda República española también por el pleno municipal de Mondariz el 21 de febrero de 1935, limita al sur con Villasobroso y está separada de ella por el río Jabriña.

## Lugares históricos y pintorescos

### Castillo de Sobroso

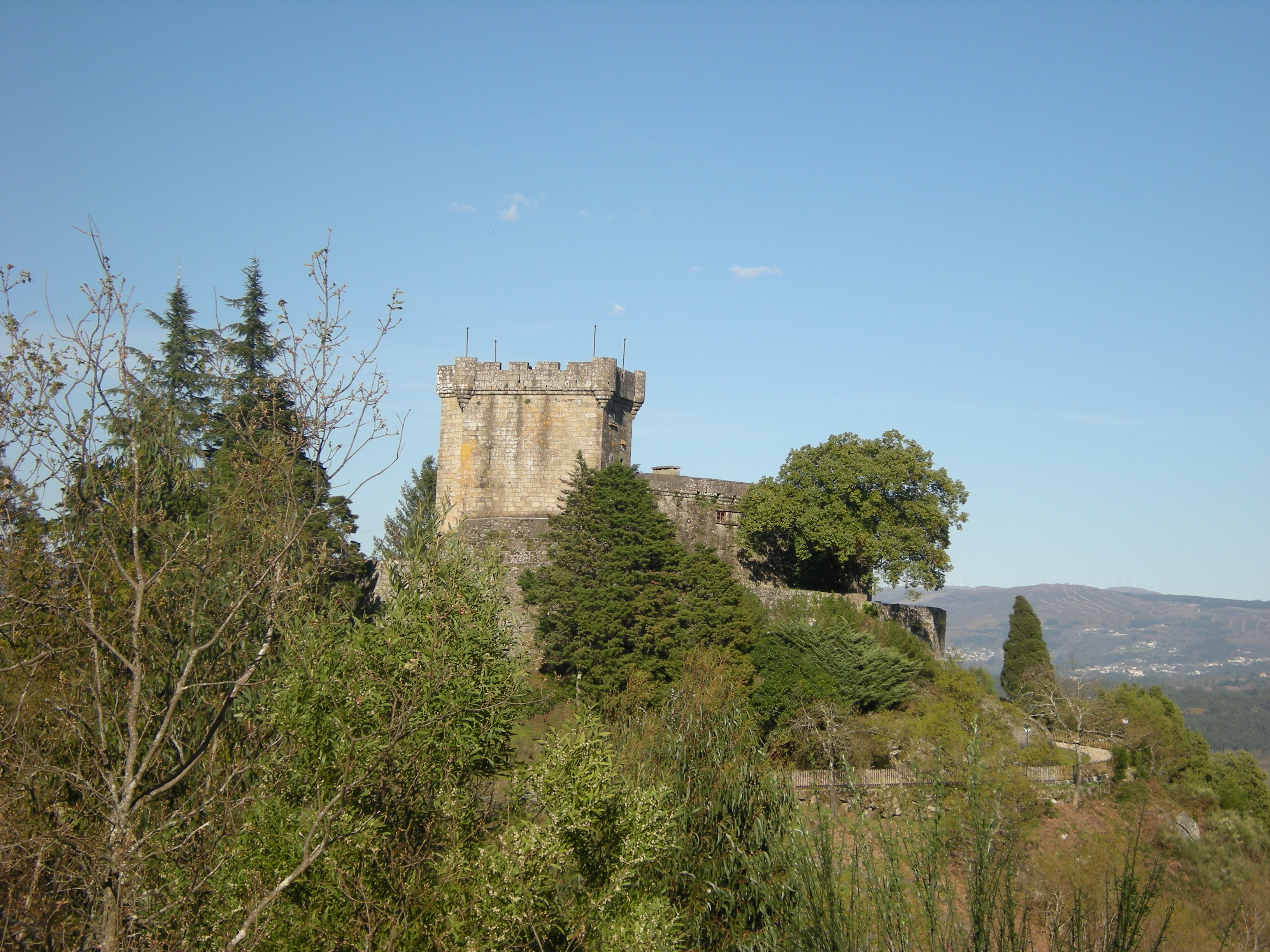
Vista del castillo de Sobroso

Está situado dentro del término de la entidad local menor de Villasobroso, en las inmediaciones del monte Landín, presidiendo el propio territorio del pueblo sobroseño y divisándose desde sus torres más de cincuenta pueblos de Galicia hasta la frontera de Portugal.

### Puenterománicode Cernadela (Riofrío)
Situado en el núcleo del mismo nombre, dentro de la demarcación parroquial de Riofrío sobre el río Tea, pero limitando con Mondariz, la capital municipal; esta construcción servía de paso para multitud de viandantes que acudían a diferentes ferias en ambas orillas del río Tea. Por el municipio de Mondariz pasó una vía romana y de ello actualmente se conserva el puente de Cernadela, el cual ha sido reformado en el siglo XV.
Este puente consta de cinco arcos y es uno de los lugares más frecuentados para los turistas que llegan a Mondariz. Como testigo del paso de la civilización romana por tierras de Mondariz también se conservan en el museo de Pontevedra diferentes hallazgos de la época como son una ánfora de grandes dimensiones y una estela antropomorfa.

### Cementerios
El municipio de Mondariz tiene doce cementerios, tantos como parroquias, de los que once son propiedad de la Iglesia Católica y por tanto los rige y administra el Obispado de Tuy-Vigo. Excepto el de Villasobroso, que es propiedad vecinal comunitaria de su entidad local menor, cuya junta vecinal rige y administra desde su construcción en 1927 bajo un reglamento supervisado en su día por la Junta Municipal de Sanidad. Como muestra de su carácter singular, cada vecino con antepasados allí sepultados posee una llave de la puerta principal. Estos doce cementerios son una referencia arquitectónica exclusiva de cada una de las doce parroquias del municipio.

## Festividades
- Romería de las Pascuillas. Se celebra el lunes de Pentecostés. Los romeros se desplazan al Santuario mariano de La Franqueira, en el municipio limítrofe de La Cañiza acompañando a sus respectivas imágenes por diferentes senderos, y a su regreso se produce un encuentro multitudinario en el barrio de Armada, en el lugar denominado Carballo. Los romeros también son recibidos al pie del Castillo de Sobroso y suben el camino pasando por la capilla vecinal de Santa Lucía y la capilla de Ntra Sra. de Fátima, situadas ambas, en el parque Valiño de Villasobroso, para unirse a la de Cumiar hasta Mouriscados y allí unirse a otros romeros de varias comarcas, continuando hasta alcanzar el antiguo monasterio cisterciense en la cima del Paradanta donde honran a Nuestra Señora de la Fuente de La Franqueira.

- Verbenas de la Peña de Francia. Se celebran los días 14,15 y 16 de agosto.

En cada uno de los doce núcleos principales que componen el municipio, hay otras fiestas o romerías. Empezando el año, el 6 de enero, con la fiesta en ofrenda a la Virgen de la Leche, en Riofrío, siendo acompañada la procesión por el Rancho de Reis de Riofrío, danza blanca con cientos de años de historia. En Villasobroso, el último domingo de agosto, se celebra la romería de verano en honor de Santa Lucía en torno a su ermita del parque Valiño, con eventos gastronómicos; y la romería de las castañas se celebra el día de su Patrono San Martiño. En Riofrío se celebra también la fiesta, en Cernadela, de la romería de San Pedro, en torno a la ermita de Coto Ribeiro. El 15 y 16 de agosto se celebra en Mouriscados la del Perpetuo Socorro y San Roque, con una danza típica ancestral y el drama del Moro y el Cristiano.